# Vampire Holmes
Vampire Holmes (ヴァンパイアホームズ?, Vanpaia Hōmuzu) è un gioco di enigmi per smartphone sviluppato da Cucuri per iOS e Android. Da aprile a giugno 2015 ne è stato trasmesso un adattamento anime, con la sigla cantata da Nami Tamaki e il protagonista doppiato dall'ideatore e regista Yoshinobu Sena.

## Trama
Nella Londra dell'Ottocento avvengono diversi delitti. Seppur spronato dal proprio assistente Hudson, il pigro e svogliato Holmes non desidera imbarcarsi in alcuna avventura, né lavorare per sbarcare il lunario.

## Personaggi
Holmes (ホームズ?, Hōmuzu)
Doppiato da: Yoshinobu Sena
Detective privato, ma per sua stessa ammissione hikikomori e neet. Vive prevalentemente di notte, investigando segretamente e senza coinvolgere il premuroso e preoccupato assistente Hudson. Tra i suoi incarichi vi sono quelli affidatigli dalla polizia che riguardano i vampiri che popolano Londra.
Hudson (ハドソン?, Hadoson)
Doppiato da: Nobunaga Shimazaki
Giovane assistente di Holmes.
Kira (キラ?)
Doppiato da: Ayahi Takagaki
Gatto di Holmes, sebbene rivestito da pelo bianco, ama definirsi un gatto nero. Animale parlante, si prende spesso gioco del padrone e del suo assistente.
Christina (クリスティーナ?, Kurisutīna)
Doppiata da: Ayahi Takagaki
Christina è la proprietaria dell'appartamento preso in affitto da Holmes ed Hudson. Dotata di una spaventosa forza bruta, non ha ancora sfrattato il pigro detective perché infatuata di Hudson.

## Anime
Un adattamento anime prodotto dallo studio d'animazione Studio! Cucuri e diretto da Yoshinobu Sena è stato trasmesso in Giappone su tvk e pubblicato in streaming su Niconico dal 4 aprile al 20 giugno 2015 per un totale di dodici episodi dalla durata di tre minuti l'uno.

### Episodi
| Nº | Giapponese 「Kanji」 - Rōmaji | In onda        | In onda |
| Nº | Giapponese 「Kanji」 - Rōmaji | Giapponese     |         |
| 1  |                               | 4 aprile 2015  |         |
| 2  |                               | 11 aprile 2015 |         |
| 3  |                               | 18 aprile 2015 |         |
| 4  |                               | 25 aprile 2015 |         |
| 5  |                               | 2 maggio 2015  |         |
| 6  |                               | 9 maggio 2015  |         |
| 7  |                               | 16 maggio 2015 |         |
| 8  |                               | 23 maggio 2015 |         |
| 9  |                               | 30 maggio 2015 |         |
| 10 |                               | 6 giugno 2015  |         |
| 11 |                               | 13 giugno 2015 |         |
| 12 |                               | 20 giugno 2015 |         |